# Independent Days
Das Independent Days | Internationales Filmfest (Kurzform: IDIF) ist ein Filmfestival für Independent-Film sowie für Low- und No-Budget-Filme. Es findet seit 1998 regelmäßig im Frühjahr in Karlsruhe statt.

## Geschichte
Die Independent Days gingen aus der Filmwerkstatt des Arbeitskreises Kultur und Kommunikation der Universität Karlsruhe hervor und wurden 1998 als Filmfest initiiert.
Die ersten Independent Days fanden 1999 im Festsaal des Studentenhauses auf dem Campus der Universität Karlsruhe statt, zunächst noch als studentische Veranstaltung.
Im Jahr 2003 verließen die Independent Days den universitären Campus und fanden im Kulturzentrum Tempel eine neue Spielstätte, 2004 ergänzt durch ein 35-mm-Programm im Filmtheater „Die Kurbel“.
2006 erfolgte die Gründung des gleichnamigen Vereins durch Michael Nagenborg, Oliver Langewitz und Michael Bentz. Der Independent Days e. V. und der Filmboard Karlsruhe e. V. organisieren seither jährlich ein mehrtägiges Programm, das sich aus Low- und No-Budget-Filme von professionellen Filmemachern und Filmstudenten sowie freien Filmblöcken außer Konkurrenz zusammensetzt. 2009 beteiligten sich die elften Independent Days mit Open-Air-Aufführungen von vier Kurzfilm-Programmen am Karlsruher Fest.
Spielstätte der nominierten Filme ist seit 2007 das Karlsruher Programmkino Schauburg. Festivalleiter ist seit 2008 Oliver Langewitz.
Die Independent Days sind ordentliches Mitglied der AG Kurzfilm.
Sie werden in der Kurzfilmfestivalliste German Films geführt.
2017 erhielten sie ein EFFE-Label der European Festivals Association und zählen damit zu den herausragenden europäischen Festivals.

## Wettbewerbe und Preise
Zum Wettbewerb sind bei Low-Budget-Produktionen ausschließlich Filme zugelassen, die weniger als 2.500 Euro pro Minute gekostet haben, bei No-Budget-Produktionen weniger als 100 Euro pro Minute Laufzeit. Es können sowohl Kurz- als auch Langfilme eingereicht werden.
Bei den jährlichen Filmfestspielen werden zahlreiche Filmpreise verliehen. So wurden im Jahr 2018 Preise im Wert von insgesamt 10.000 Euro in elf Kategorien vergeben. In zehn Kategorien entscheiden Fachjurys aus Film- und Medienschaffenden über die Preise, dazu kommt der mit 1.500 Euro dotierte Publikumspreis „Die Goldene ID“ der Stadt Karlsruhe. Der “Filmpreis der Kulturstiftung der Sparkasse Karlsruhe” ist mit 2.500 Euro dotiert, der „Georg-Fricker-Filmpreis“ für die beste osteuropäische Kurzfilmproduktion mit 1.500 Euro Preisgeld und der „Best Short Shortfilm“ der Badischen Neuesten Nachrichten mit 500 Euro. Weitere Preise sind der „Newbie Award“ für das beste Erstlingswerk, der „Indie Award“ für den besten unabhängig produzierten abendfüllenden Spielfilm, der „Roncalli-Forum Filmpreis“ für interreligiösen Dialog und der „Female Award“ für die beste weibliche Regiearbeit. Seit der ersten Durchführung des Filmfests wurde die Preisstruktur mehrmals reformiert. Im Jahr 2023 wurde erstmalig der Ergocinema Drehbuchpreis verliehen - dotiert mit 5.000 Euro. Ergocinema ist der einzige deutschsprachige YouTube-Kanal, der sich dem Drehbuchschreiben widmet.
Zu den Preisträgern der vergangenen Festivalausgaben gehören Filmschaffende wie Dave Lojek, Nico Sommer, Felix Stienz und Sobo Swobodnik.

## DVD-Veröffentlichungen
Einige Festivalbeiträge erschienen als DVD-Kompilationen auf dem von Oliver Langewitz mitgegründete Karlsruher Label Bohemia Filmkunst. 2004 erschienen die ersten beiden DVDs (Wir können alles. Außer Hollywood und Sieben Kurze, bitte!), 2007 die dritte (Länge ist nicht alles!).